# 세바다
세바다는 대한민국의 신경다양성 지지 모임이다.

## 모임의 성격
세바다는 대한민국 최초로 신경다양성을 주 의제로 다루는 단체로 신경발달의 차이를 개인 고유의 특성으로 파악하고 당사자가 긍지를 갖게 하는 다양한 활동을 하고 있다. 세바다는 신경다양성이 갖는 장애로 인한 어려움을 부정하는 것이 아니라 '장애는 다양성이다'를 지향하고 있음을 강조한다. 또한 다양한 사회적 소수자에 대한 차별에 반대하며 인권을 비롯한 통상적으로 진보적이라고 여겨지는 가치들을 근간에 두고 있다.
기본적으로 유럽의 기준을 따라 당사자 스스로가 신경다양인 정체성을 확인하도록 하고 있다. 자폐성 장애인 모임에서 시작하였지만, 현재는 정신장애인, 비장애인도 회원으로 받고 있다. 그러나 이 모임의 성격에 대해서는 이견이 있다. 정신장애인 당사자 단체로 보는 의견과, 발달장애인 당사자 단체로 보는 의견이 공존하고 있다. 신경다양성을 콘셉트로 하고 있으면서도, 노동자연대 성폭력 사건 공론화 등도 연대하는 등 다른 사회 현안에 대해서도 연대하고 있다.

## 역사
2021년 1월 세바다 단체준비위원회를 설립하였고 2021년 7월 엄태영 의원이 대표발의하였던 실종아동등의 보호 및 지원에 관한 법률 일부개정법률안에 대하여 성인자폐(성)자조모임 estas를 비롯한 4개 단체와 연명하여 반대성명을 발표하였다. 같은 해 10월 정식 출범하였다.

## 활동
주로 자폐 스펙트럼 장애, 정신(심리사회)장애계 단체와 연대·협력하여 약자생존, 신경다양성 포럼 등을 비롯한 다양한 활동을 개시한다.
신경다양성을 지지하는 단체로, 질병 서사를 바탕으로 한 '약자 생존' 활동 경험이 있음은 물론, 정신적 장애인 차별 및 혐오에 대항하는 활동을 한다. 자폐성 장애인 자조모임 estas와 공동으로 '신경다양성 포럼'과 '자폐인 긍지의 날' 행사를 주최하고 있다..
- 2022년 자폐인 긍지의 날’ 국내 첫 기념행사 공동 주최[11]
- 2023년
  - 신경다양성 포럼’ 공동 주최[12]
  - 국가인권위원회/정신장애인 인권토크 캠페인 참여(세바다 대표 조미정, 세바다 활동가 왈왈)[13]
- 2024년 자폐인 긍지의 날’ 기념식 공동 주최[14]